# Hypna iphigenia
Espèce
Le Hypna iphigenia est un insecte lépidoptère de la famille des Nymphalidae, de la sous-famille des Charaxinae et du genre Hypna.

## Dénomination
Hypna iphigenia a été nommé par Gottlieb August Wilhelm Herrich-Schäffer en 1862.
Il est considéré comme une sous-espèce de Hypna clytemnestra, Hypna clytemnestra iphigenia.

## Répartition
Il réside à Cuba.

## Philatélie
Ce papillon figure sur une émission de Cuba de 1991 (valeur faciale : 30 c.).